# Словоохотливый домовой
«Словоохотливый домовой» — рассказ Александра Грина, впервые опубликованный 29 марта 1923 года в «Литературном листке „Красной газеты“», затем в авторских сборниках «Сердце пустыни» (1924) и «Гладиаторы» (1925). Трогательная психологическая драма о жертвенности во имя дружбы. Один из самых известных рассказов Грина, включался в большинство его сборников, выходил и сборник рассказов с вынесенным на обложку названием произведения. Издавался в переводе на английский и немецкий языки.
Рассказ ярко показывает умение позднего Грина скупыми художественными средствами описывать тончайшие психологические нюансы. Алексей Варламов, автор ЖЗЛ-биографии Грина, характеризует этот рассказ как «один из самых чудесных, печально-светлых и обаятельных» рассказов Грина, «одна из вершин гриновского творчества, одна из тех его вещей, которая безо всяких скидок входит в золотой список века».

## Сюжет
Рассказчик, имя которого не называется, в заброшенном доме встречает домового, который рассказывает ему историю прежних обитателей — молодожёнов Филиппа и Анни. Анни — мечтательница, Филипп — прозаичный конторский служащий.

Она пыталась ловить руками рыбу в ручье, стукала по большому камню, что на перекрёстке, слушая, как он, долго затихая, звенит, и смеялась, если видела на стене жёлтого зайчика… Засыпая, она говорила: «Филь, кто шепчет на вершинах деревьев? Кто ходит по крыше? Чьё это лицо вижу я в ручье рядом с тобой?» Тревожно отвечал он, заглядывая в полусомкнутые глаза: «Ворона ходит по крыше, ветер шумит в деревьях; камни блестят в ручье, — спи и не ходи босиком». Затем он присаживался к столу кончать очередной отчёт, потом умывался, приготовлял дрова и ложился спать, засыпая сразу, и всегда забывал всё, что видел во сне. И он никогда не ударял по поющему камню, что на перекрёстке, где вьют из пыли и лунных лучей феи замечательные ковры.

Однажды к их дому подошёл старый друг Филиппа, Ральф, и встретил Анни у «поющего камня». «Он был смугл — очень смугл, и море оставило на его лице остроту бегущей волны. Но оно было прекрасно, так как отражало бешеную и нежную душу. Его тёмные глаза смотрели на Анни, темнея еще больше и ярче, а светлые глаза женщины кротко блестели». Они поняли, что созданы друг для друга, и Ральф поцеловал Анни. Однако, поняв, что она — жена его старого друга, Ральф под придуманным предлогом уехал навсегда.
Вскоре Анни и Филипп умерли. Домовой грустно замечает, что он пытается понять произошедшее, но не может. Рассказчик на это говорит: «Только мы, пятипалые, можем разбирать знаки сердца; домовые — непроницательны».